# كيفن شميت (لاعب كرة قدم)
كيفن شميت (11 ديسمبر 1988 بالدنمارك - ) هو لاعب كرة قدم دانمركي في مركز الوسط. لعب مع كوبنهاغن بولدكلوب ونادي فيكينغور ونادي لينغبي ونادي هيليراب وAkademisk Boldklub ‏ وFC Rudersdal ‏.

## وصلات خارجية
- كيفن شميت على موقع قاعدة بيانات كرة القدم.إي يو (الإنجليزية)